# NonVisual Desktop Access
NonVisual Desktop Access (NVDA) is een gratis, opensource-schermlezer voor Microsoft Windows. Het programma wordt sinds 2006 ontwikkeld door Michael Curran.
NVDA wordt gemaakt met de programmeertalen Python en C++. Het programma werkt momenteel uitsluitend met toegankelijkheid API's zoals UI Automation, Microsoft Active Accessibility, IAccessible2 en de Java Access Bridge, in plaats van gebruik te maken van speciale videodrivers om visuele informatie te interpreteren. NVDA is uitgebracht onder de GNU General Public License-licentie, versie 2.

## Geschiedenis
Vanwege de hoge kosten van commerciële schermlezers, begon Michael Curran in april 2006 met de ontwikkeling van een op Python gebaseerde schermlezer met Microsoft SAPI als spraaksynthesizer. Het programma had ondersteuning voor Microsoft Windows 2000 en hoger, en bevatte schermleesmogelijkheden, zoals basisondersteuning voor bepaalde programma's van derden en de mogelijkheid om webbrowsers te gebruiken. Aan het einde van 2006 gaf Curran zijn project de naam Nonvisual Desktop Access (NVDA). Versie 0.5 onder die naam verscheen in 2007.
Gedurende de jaren 2008 en 2009 verschenen er verscheidene updates voor versie 0.6, met verbeterde ondersteuning voor webbrowsers, ondersteuning voor meer programma's, ondersteuning voor braille-leesregels en verbeterde ondersteuning voor meer talen. Om de toekomst van NVDA zeker te stellen, richtte Curran samen met James Teh in 2007 de stichting NV Access op.
In 2009 werd ondersteuning voor 64-bitsversies van Windows toegevoegd en in 2010 kwamen er updates uit die het programma stabieler maakten. In 2011 kreeg het programma basisondersteuning voor Windows 8. In 2012 kreeg NVDA betere ondersteuning voor Windows 8, een optie om automatisch updates te installeren, een add-onsbeheerder om add-ons van derden te installeren of te verwijderen en touchscreenondersteuning. NVDA kreeg in 2013 ondersteuning voor Microsoft Powerpoint. In 2014 kwam er een update uit die ondersteuning bracht voor Powerpoint 2013. In 2013 introduceerde NV Access een methode om het scherm te verkennen en de mogelijkheid om profielen voor applicaties aan te maken. In 2014 kreeg het programma betere ondersteuning voor Microsoft Office en andere kantoorpakketten.
In 2015 kreeg NVDA ondersteuning voor MathML via het programma MathPlayer. In het zelfde jaar kreeg NVDA betere ondersteuning voor Mintty, de desktopclient van Skype, en grafieken in Microsoft Excel. In 2016 werd de mogelijkheid om achtergrondgeluid te verlagen (audio ducking) geïntroduceerd. NVDA was een van de eerste schermlezers met ondersteuning voor Windows 10 en experimentele ondersteuning voor Microsoft Edge.

## Functies
NVDA gebruikt eSpeak NG als geïntegreerde spraaksynthesizer. Het ondersteunt ook het Microsoft Speech-platform, Eloquence, Vocalizer en SAPI-synthesizers. Ondersteuning voor braille-leesregels is officieel beschikbaar vanaf versie 0.6p3 en hoger. Naast algemene Windows-functies werkt NVDA ook met software zoals Microsoft Office, WordPad, Kladblok, Internet Explorer en Google Chrome. NVDA ondersteunt de basisfuncties van Outlook Express, Microsoft Word, Microsoft PowerPoint en Microsoft Excel. De gratis kantoorpakketten LibreOffice en OpenOffice.org worden ook ondersteund. NVDA werkt ook met Mozilla Firefox en Thunderbird.